# Nigerlbuche

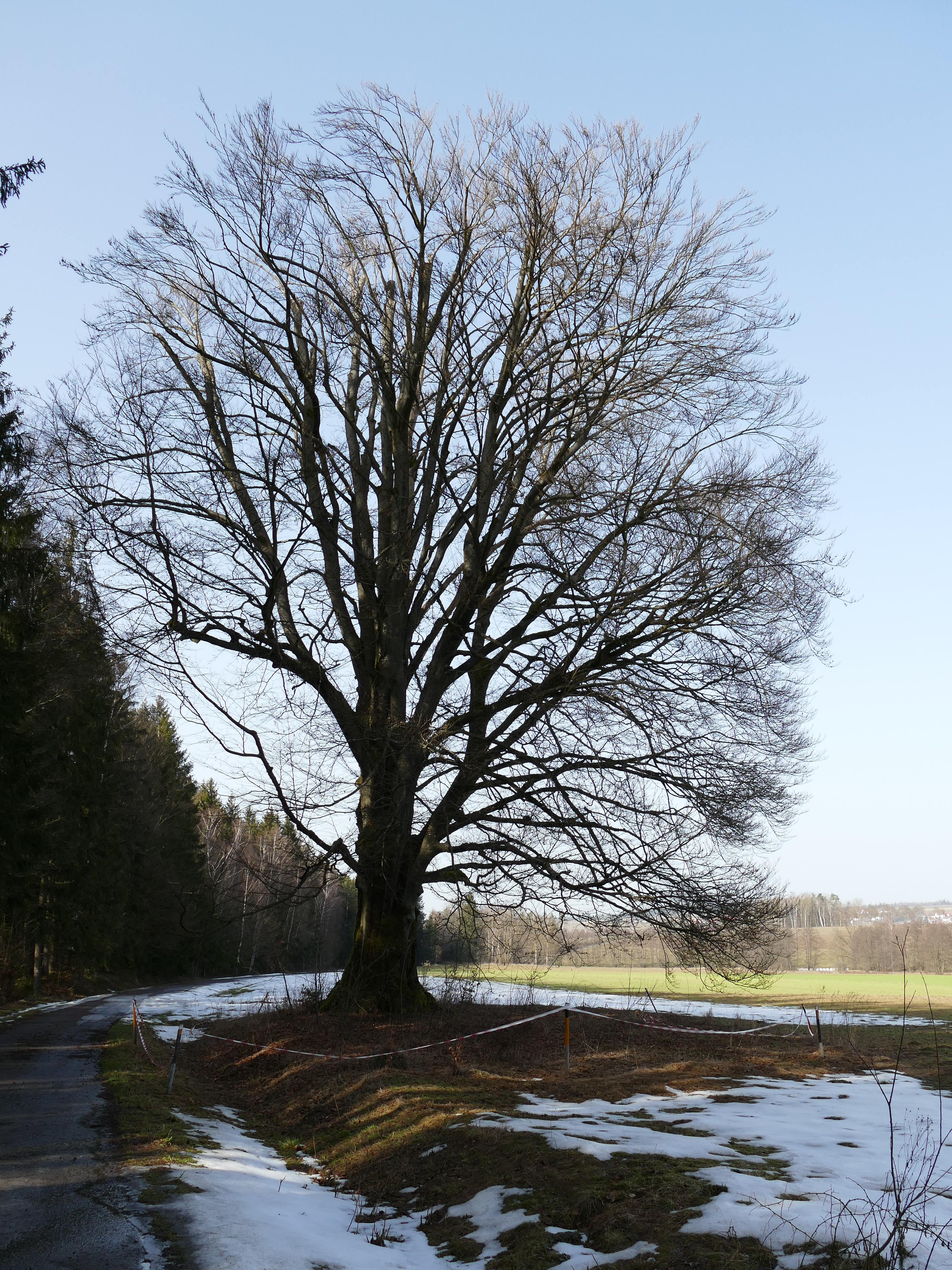
„Nigerlbuche“ im Februar 2021

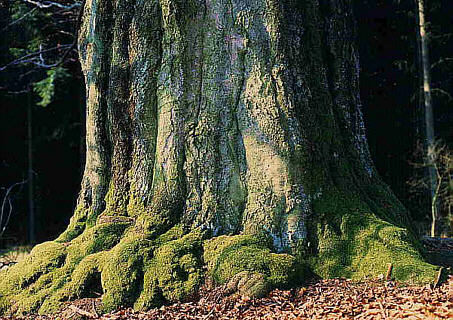
Der mächtige Stamm der „Nigerlbuche“

Die Nigerlbuche, eine Rotbuche im Gebiet des Marktes Bad Neualbenreuth im Landkreis Tirschenreuth, steht auf halbem Weg zwischen den Neualbenreuther Weilern Ernestgrün und Altmugl am Waldrand südwestlich der Verbindungsstraße.
Die 250 Jahre alte Buche ist mit 35 Metern genauso hoch wie die Riesenbuche in der Nähe war, die 1999 gefällt werden musste. Von ihr steht nur noch ein vier Meter hoher Stumpf. Die Nigerl-Buche ist besonders stark verzweigt und hat einen Stammumfang von 500 Zentimetern. Besonders auffallend an dem Baumriesen ist der mächtige Stamm, der längsseits gerieft ist.
Der Baum ist verpilzt und wirkt stark angeschlagen (Stand September 2019).